# کوپییکی
کوپییکی (به لهستانی:  Kopijki) یک روستا در لهستان است که در گمینا پروستکی واقع شده‌است.